# Josef Laštovka
Josef Laštovka (20 febbraio 1982) è un calciatore ceco, difensore del Torgelower.